# ماهیچه گودی زانویی

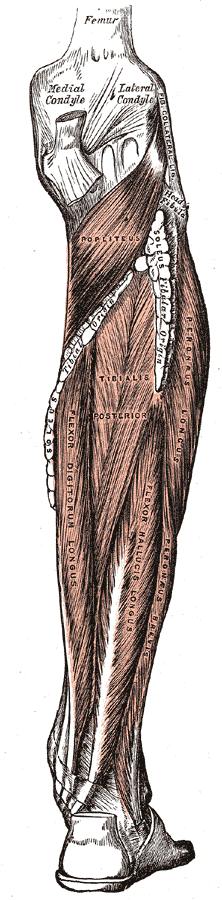

ماهیچه گودی زانویی یا ماهیچه رکبی یا عضله پوپلیته (به فرانسوی: Muscle poplité) ماهیچه‌ای است که در حرکات مفصل زانو نقش کلیدی ایفا می‌کند. این ماهیچه در بالا از سطح خارجی کندیل خارجی استخوان ران منشأ گرفته و در پایین به سطح پشتی استخوان درشت‌نی می‌چسبد. انقباض آن موجب خم شدن زانو و چرخش ساق به داخل می‌شود. عصب آن از عصب درشت‌نئی (تیبیال) بوده و از شریان پوپلیته تغذیه می‌کند.
مبدأ این ماهیچه از سطح خارجی کوندیل خارجی استخوان ران توسط یک تاندون گرد و توسط تعداد کمی از الیاف عضلانی از غضروف هلالی خارجی است.

## انتها
الیاف عضلانی به طرف پایین و داخل آمده و به سطح خلفی درشت‌نی (تیبیا) در بالای خط سولئال متصل می‌شوند.
عضله از داخل کپسول مفصل زانو آغاز می‌شود و تاندون آن منیسک خارجی را از رباط خارجی مفصل جدا می‌کند.
این عضله از طریق بخش تحتانی سطح خلفی کپسول مفصلی خارج شده و به طرف محل اتصال خود می‌رود.

## عمل
چرخش داخلی درشت‌نی بر روی استخوان ران یا اگر پا بر روی زمین باشد چرخش خارجی استخوان ران بر روی درشت‌نی.
اگر زانو در وضعیت اکستانسیون باشد عمل اخیر در آغاز فلکسیون انجام می‌گیرد و عمل چرخشی آن
رباط‌های مفصل زانو را شل می‌کند گاه به این عمل بازشدن قفل زانو می‌گویند.
از آنجایی که عضله به منیسک خارجی متصل است این غضروف را در آغاز فلکسیون زانو به عقب می‌کشد.

## نگارخانه

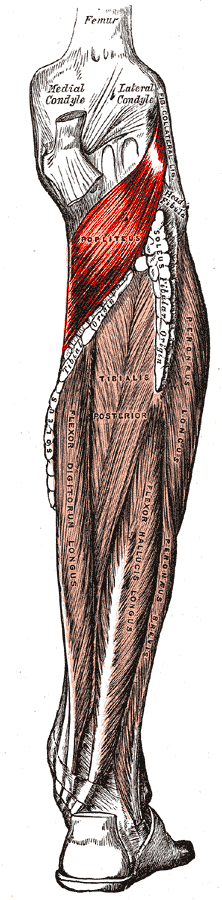
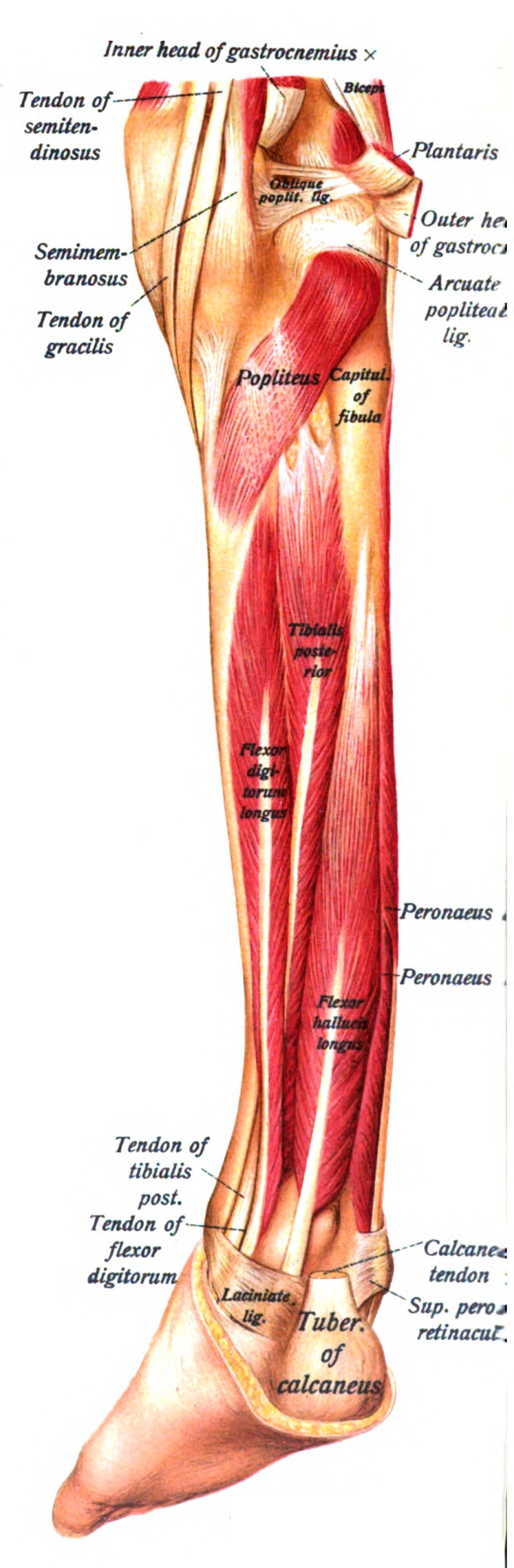